# عقد 110
عقد 110 هو عقد امتد بين 1 يناير 110 و31 ديسمبر 119 بحسب التقويم الميلادي. سبقه عقد 100 ولحقه عقد 120.

## مواليد
- بازيليد (117)
- أنطونيوس (111)
- الإمبراطور شون من هان (115)

## وفيات
- ألكسندر الأول (116)
- تراجان (117)
- إغناطيوس (113)
- بلينيوس الأصغر (113)
- فيلوبابوس (116)

## كتب
- Yves Denis Papin (1998). Chronologie de l'histoire ancienne. Lieu de publication non identifié: Éditions Jean-paul Gisserot. ISBN:2-87747-346-5. OCLC:40746926. مؤرشف من الأصل في 2022-03-16.
- موسوعة حضارة العالم (2002) لأحمد محمد عوف.

## روابط خارجية
- تصفح سنة بسنة عقد 110 على موقع onthisday.com
- تصفح سنة بسنة عقد 110 ابتداءً من سنة عقد 110 على موقع المكتبة الوطنية الفرنسية